# دیوید بلک (فورارد وسط)
دیوید بلک (انگلیسی: David Black؛ زادهٔ) بازیکن فوتبال اهل بریتانیا است.
از باشگاه‌هایی که در آن بازی کرده‌است می‌توان به باشگاه فوتبال پورت ویل و باشگاه فوتبال بلکبرن روورز اشاره کرد.